# Franz Xaver Messerschmidt
Pour les articles homonymes, voir Messerschmidt.
 (septembre 2023).
Franz Xaver Messerschmidt est un sculpteur germano-autrichien né le 6 février 1736 à Wiesensteig (électorat de Bavière) et mort le 19 août 1783 à Bratislava. Professeur-adjoint à l’Académie royale de Vienne, il fut le portraitiste des familles régnantes, d9es cercles aristocratiques et intellectuels, vivant dans la capitale autrichienne et en Bavière. Il est principalement connu pour sa série, les « têtes de caractère ».Les matériaux utilisées sont:                                                 bronzé doré, du métal ainsi que de l’ albâtre.                                              

## Biographie
Franz Xaver Messerschmidt grandit au sein d'une famille d'artistes et d’artisans dans la ville de Wiesensteig. Après la mort de son père, il se rend à Munich, chez son oncle, Johann Baptist Straub, sculpteur à la cour. Celui-ci prend son neveu âgé de dix ans, en apprentissage dans son atelier de sculpture, alors le plus important de Bavière. C'est là, en compagnie d'Ignaz Günther et de Christian Jorhan l'Ancien, que Messerschmidt commence à apprendre son métier.
Devenu compagnon à l'âge de seize ans, l'artiste quitte Munich. Il s'arrête d'abord à Graz, au domicile d'un autre frère de sa mère, le sculpteur  Philipp Jakob Straub, chez qui il poursuit sa formation. En 1755, il se rend à Vienne et s'inscrit à l'Académie des beaux-arts. Son talent lui vaut les bonnes grâces du directeur de l'académie, le peintre de la cour, Martin van Meytens.
À l'issue de sa formation, Messerschmidt, s'installe à Vienne. C’est par le portrait que Messerschmidt commence sa carrière. Il reçoit très rapidement sa première commande en 1760, à savoir celle des portraits de la famille régnante (deux bustes en bronze doré représentant l’empereur François Ier et l’impératrice Marie-Thérèse pour la salle d’apparat à l’Arsenal). C'est de l'impératrice Marie-Thérèse que l'artiste reçoit en 1764 sa commande la plus importante, il est chargé de réaliser le modèle de la statue en métal, devant la représenter en reine de Hongrie. En 1765, après l’achèvement de cette statue, Messerschmidt part à Rome pour y effectuer un séjour d'étude de plusieurs mois.
À son retour de Rome, il conçoit les portraits de personnalités des Lumières viennoises en s’appuyant sur une riche tradition et une grande virtuosité technique. Il réalise les portraits du théoricien d’art Franz von Scheyb, du dramaturge Christoph Edler von Kessler et des médecins Franz Anton Mesmer et Gerard van Swieten. Cette série se caractérise par une approche singulière et unique du modèle : une tête disposée frontalement, le cou se terminant en pointe, l’absence des épaules, les yeux non incisés, la base constituée d’un bloc quadrangulaire de même matériau que la sculpture. La composition très resserrée et parfaitement géométrique. On ne trouve nulle trace en Europe de portraits semblables.
À l'automne 1769 : il commence à enseigner à l'académie royale de Vienne, il est suppléant de son ancien professeur, Jakob Landstrasse. Au cours de l'année 1771 se produit une rupture dans la vie de Messerschmidt, à laquelle son entourage ne réagit pas favorablement : le sculpteur ne reçoit plus de commande et se retrouve isolé. C'est alors qu'il commence à sculpter ses célèbres têtes expressives. Le 19 mai 1774 meurt Jakob Landstrasse, le professeur de sculpture de l'académie. Messerschmidt doit normalement reprendre son poste mais des troubles psychiques affectent son comportement et vont amener le collège professoral à ne pas confirmer son accession à ce poste. Son ami Friedrich Nicolai, écrivain et philosophe, a ainsi écrit que l'artiste se disait persécuté par des esprits qui le faisaient souffrir moralement et physiquement, notamment dans le bas-ventre et les cuisses. Il se regardait dans un miroir, se pinçait le corps en faisant diverses grimaces. Avec celles-ci, il entendait changer les expressions de son visage de manière à devenir maître de l'esprit des proportions qui le tourmentait. Après des délibérations, la porte de l'Académie est fermée à l'artiste.
Profondément blessé, Messerschmidt essaie malgré tout de continuer à vivre à Vienne. Il se résigne à quitter la cité le 8 mai 1775 et retourne à Wiesensteig, sa ville natale, avec ses cinq premières têtes. Il n’y a cependant plus de place pour lui dans la maison parentale, il s’achète donc une cabane dans les environs, dans laquelle il continue sa série. À la fin de l’année, il part pour Munich où on lui promet des commandes et une situation.
C'est en 1777 que l'artiste prend conscience que sa tentative d'implantation à Munich est un échec, il décide alors de s'installer non loin de  Vienne, à Presbourg, (actuelle Bratislava), dans la maison de son frère cadet, le sculpteur Johann Adam Messerschmidt. En 1780, il s'achète sa maison, continue de travailler à ses têtes et reçoit aussi des commandes. On lui doit notamment plusieurs portraits du gouverneur de Hongrie, le duc Albert de Saxe-Teschen.
L’artiste d'apparence robuste meurt le 19 août 1783 d’une brève maladie, vraisemblablement une pneumonie. Il est inhumé en un endroit inconnu du cimetière Saint-Nicolas, qui, aujourd’hui désaffecté, se situait près du château de Presbourg. Ses œuvres deviennent la propriété de son frère.

## Les «têtes de caractère»
La série des 69 « têtes de caractère », en métal (alliage d’étain et de plomb) et en albâtre, est récupérée après le décès de Messerschmidt en 1783 par le frère de l'artiste. Celui-ci se sépare de plusieurs œuvres et vend à un cuisinier un ensemble de quarante-neuf têtes. Elles sont montrées à Vienne en 1793 pour une exposition publique. La série, acquise par un certain Joseph Jüttner est à nouveau exposée à Vienne en 1835. Un article leur est consacré dans le journal Der Adler (no 286 du 30 novembre 1839), avec une lithographie les illustrants toutes.
Avec ces têtes sculptées d'une émotivité exacerbée, au sourire grimaçant, Messerschmidt rompt avec le néoclassicisme. Les rares écrits du sculpteur consacrés à ses têtes, ne les qualifient pas : il s'agit pour lui de Kopfstücke (« têtes »). L’appellation « têtes de caractère » (Charakterköpfe) a été donnée par l'auteur anonyme du livret de la première exposition publique de l'artiste, en 1793, soit dix ans après sa mort. C'est ce même auteur qui inventa en 1793 les titres des œuvres : L’Homme qui pleure comme un enfant, L’Homme souffrant de constipation, ou encore Le Bassoniste incapable … Ceux-ci n'ont été conservés que par commodité, ils sont utilisés dans la bibliographie consacrée au sculpteur.

### Galerie

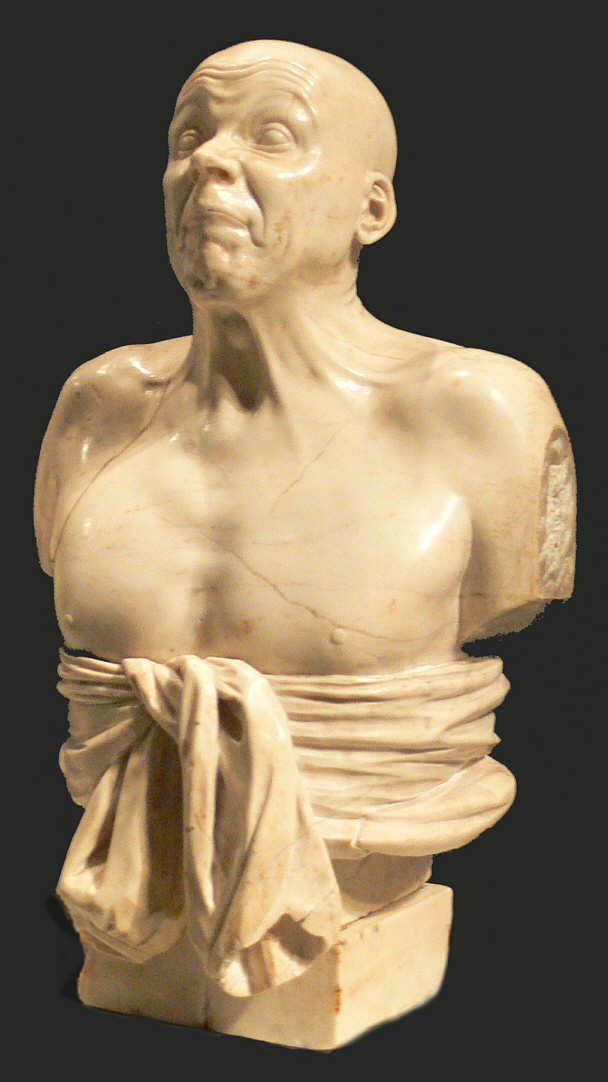
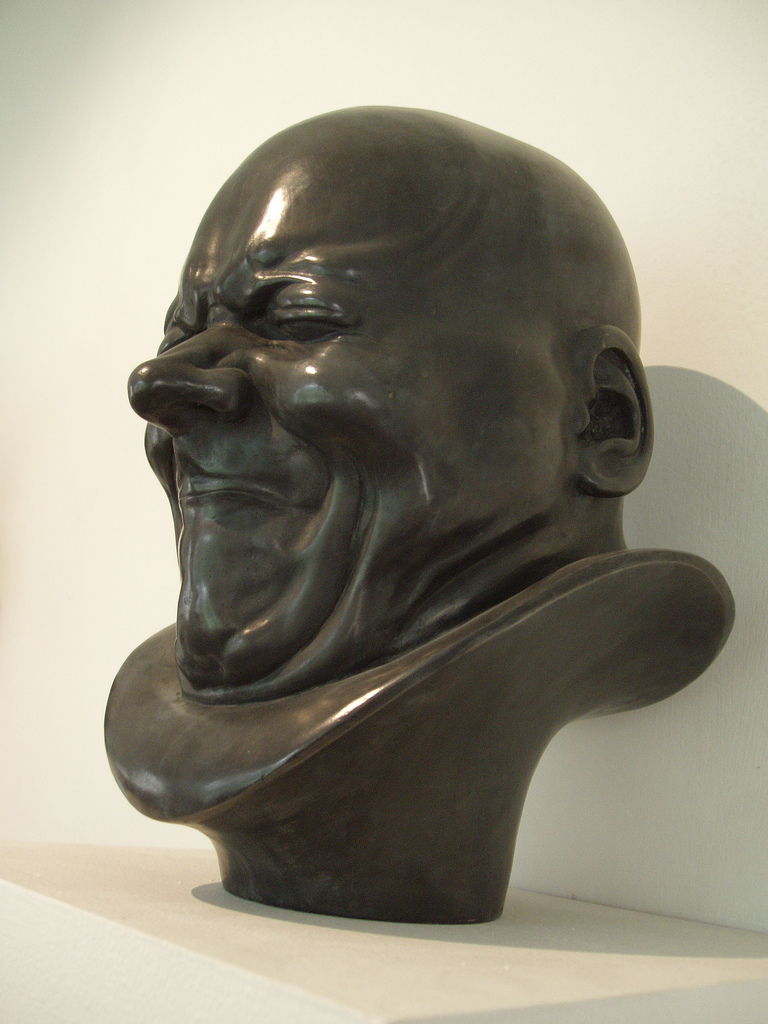
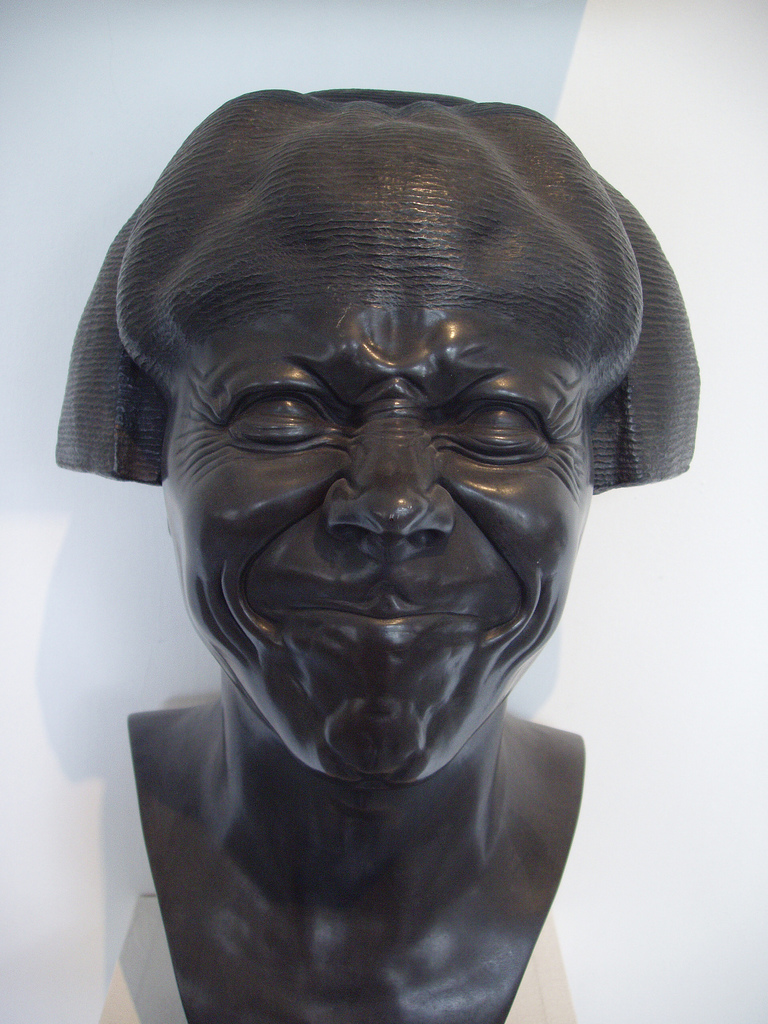
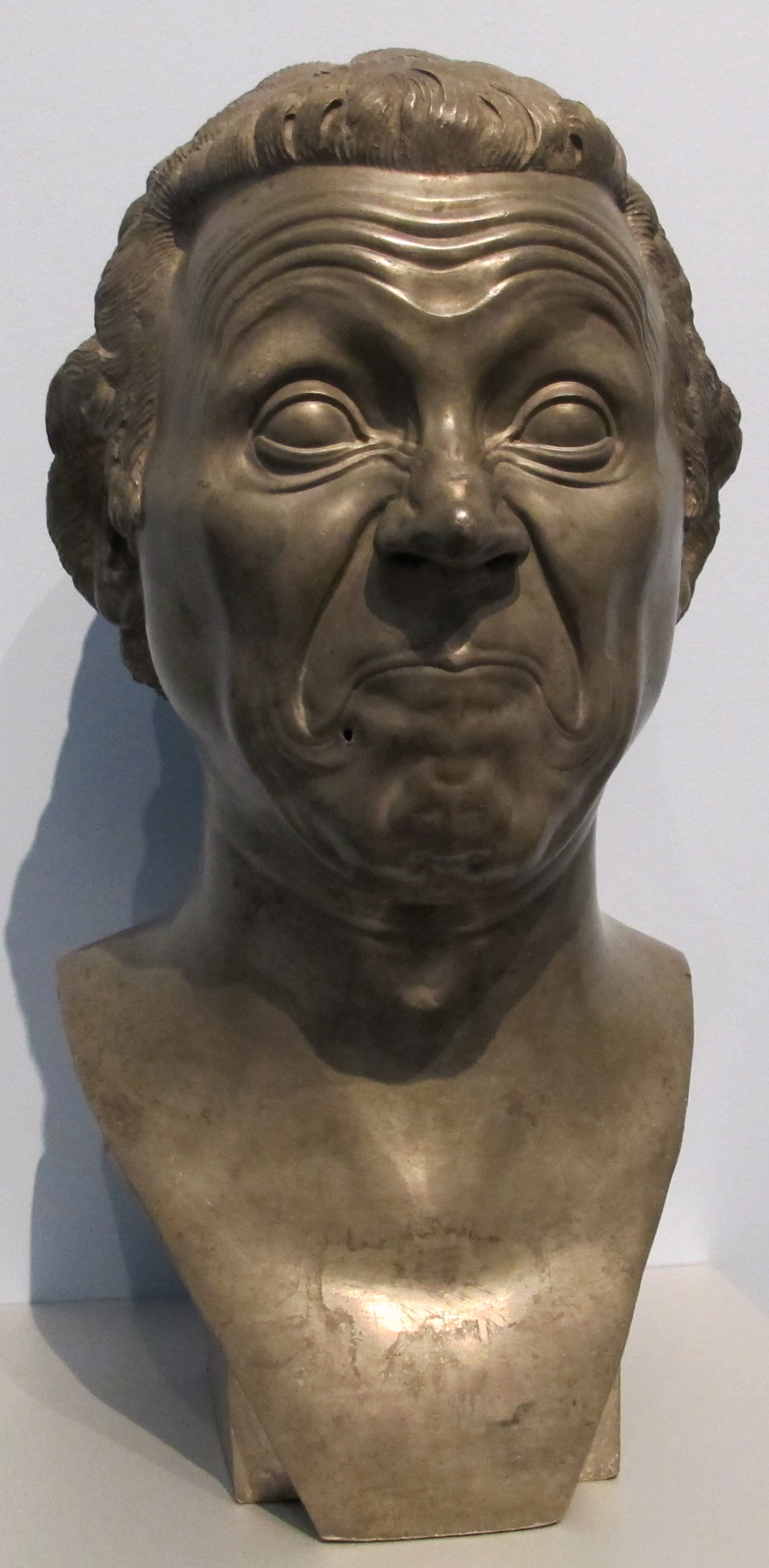
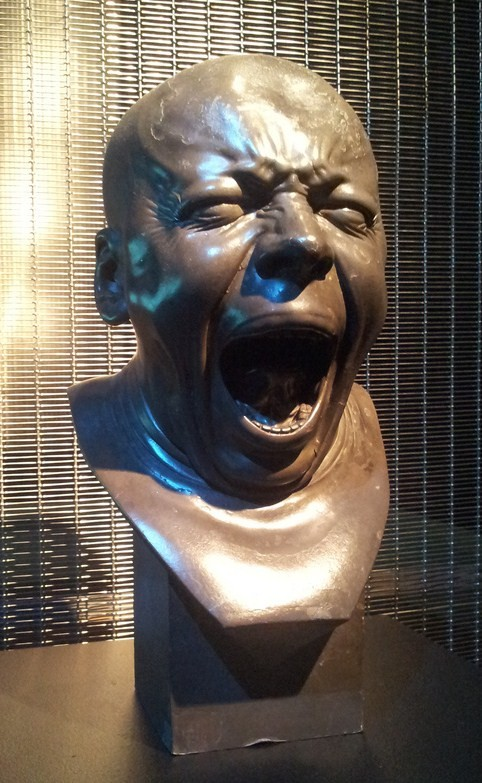
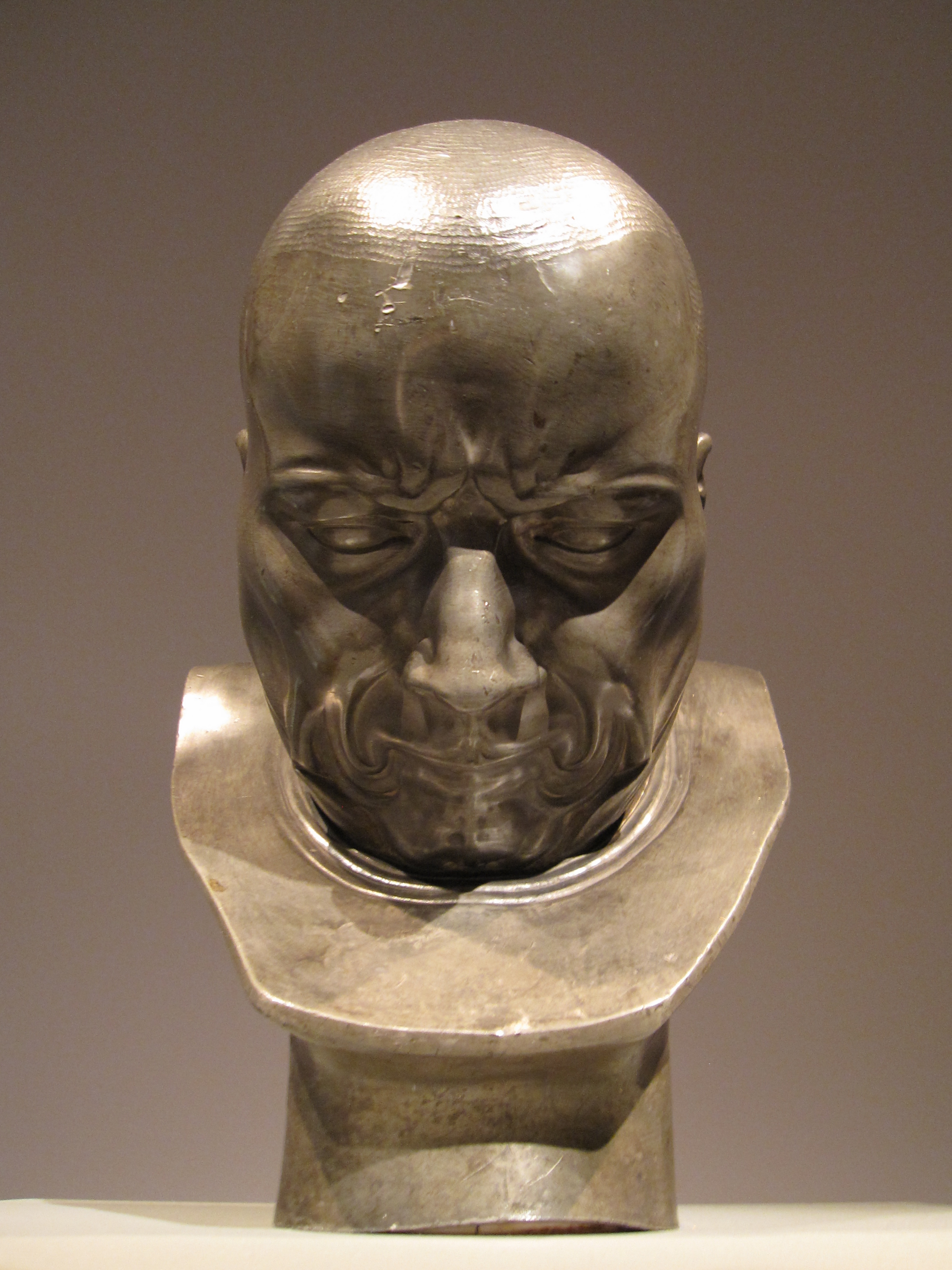

## Exposition
Le musée du Louvre présenta 49 têtes d'albâtre ou de métal (un alliage fait majoritairement avec de l’étain et/ou du plomb), lors d'une exposition qui s'y déroula du 28 janvier au 25 avril 2011.

## Musées conservant des «têtes de caractère»
- Musée du Louvre, L’Homme de mauvaise humeur, achat (27 janvier 2005)[2]
- Palais du Belvédère (Vienne), L’Homme au noble cœur, L'Homme sombre et sinistre, Un scélérat...
- Musée des Beaux-Arts de Budapest, Le Doux Sommeil paisible, L’Homme qui pleure comme un enfant, L’Homme qui bâille.
- J. Paul Getty Museum (Los Angeles), L'Homme fâché[3].
- Nationalmuseum de Stockholm